# Escola de Barcelona (cinema)
L'Escola de Barcelona fou un grup de cineastes que produïren pel·lícules a Barcelona durant la dècada del 1960 del segle xx. El seu estil era proper a les avantguardes, amb una clara influència de la Nouvelle vague francesa i el Free cinema anglès. Entre els seus membres hi havia, entre d'altres, directors com Vicente Aranda i Carles Duran i les actrius Teresa Gimpera i Núria Espert.
Durant la dècada dels seixanta, la societat barcelonina més compromesa va començar a rebre les influències culturals d'altres països, sobretot europeus. Barcelona, sempre capdavantera en l'àmbit cultural, començava a organitzar-se. Rebutjant el cinema centralista i folklòric que es feia a Madrid, i cercant sempre la modernitat i noves formes d'expressió, aquest grup de cineastes va fer un cinema molt diferent, tant de contingut i de forma com de producció. La majoria de pel·lícules s'autofinançaven o es finançaven mitjançant un sistema cooperatiu. Es buscaven personatges i situacions alienes a les que es rodaven a la resta d'Espanya, intel·lectualitzant-ne els arguments fins a nivells gairebé experimentals i amb un marcat to antifranquista.

## Integrants
El terme Escola de Barcelona va ser utilitzat sovint per Ricard Muñoz Suay, un dels integrants, a la revista Fotogramas, tot i que el grup mai va tenir la voluntat de formar escola. Aquesta revista, juntament amb els cinemes d'art i assaig del Círculo A i les tendències de moda de l'època, va donar impuls al moviment. La resta d'integrants van ser Vicente Aranda, Jacint Esteva, Joaquim Jordà, Carles Duran, José María Nunes, Ricard Bofill, Jordi Grau, Pere Portabella, Jaime Camino, Llorenç Soler, Gonzalo Suárez, Romà Gubern i Joan Amorós. Molts d'ells formaven part també del que Joan de Sagarra definia com a Gauche Divine.

## Obres destacades
Les pel·lícules més emblemàtiques d'aquest moviment són: Dante no es únicamente severo (1967), de Jacint Esteva i Joaquim Jordà, protagonitzada per Serena Vergano i Enrique Irazoqui, que es podria definir com un assaig sobre el color i la música i que es considera l'autèntic manifest de l'Escola de Barcelona; Biotaxia (1967), de José M. Nunes, amb Núria Espert i Romy, és un conte sobre la soledat i la incomunicació; Fata Morgana (1965), de Vicente Aranda, amb Teresa Gimpera, un drama gairebé de ciència-ficció; Cada vez que... (1967), de Carles Durán, rodada en blanc i negre i color i que barreja la història de dues parelles, una de molt enamorada i l'altra de molt distanciada. ‘Nocturno 29' (1968), de Pere Portabella, amb Lucia Bosè i Mario Cabré, era un experiment visual sense argument lineal i que pretenia motivar l'espectador des de diferents vessants; Las crueles i El cadáver exquisito (1969), de Vicente Aranda, amb Teresa Gimpera, Capucine i Carlos Estrada, una aproximació a Les Diaboliques, de Henri-Georges Clouzot; i, finalment, Ditirambo (1967), El extraño caso del Doctor Fausto (1969) i Aoom (1970), les tres de Gonzalo Suárez.

## Actors destacats
Cal destacar que les muses d'aquests directors van ser tres models: Serena Vergano, muller de Ricard Bofill, Romy i Teresa Gimpera, que va ser l'única que va fer carrera cinematogràfica. Tot i que, preferentment, els directors buscaven actors no professionals, molts actors coneguts van participar en aquestes pel·lícules: Paco Rabal, Christopher Lee, Antonio Ferrandis, Luis Ciges, Capucine, Charo López, Núria Espert i, fins i tot, Sara Montiel, que va protagonitzar Tuset Street, un intent d'introduir l'esperit de l'Escola de Barcelona al cinema comercial.

## Final
L'Escola de Barcelona es va començar a disgregar a començament dels setanta, arran del fracàs comercial de totes aquestes pel·lícules, incompreses pel gran públic i que tampoc van comptar amb el suport de les minories més cinèfiles, que veien en aquest tipus de produccions més esnobisme que no pas un moviment d'avantguarda.